# Daddy Lumba
Daddy Lumba, född 29 september 1964 som Charles Kwadwo Fosu i Nsuta i regionen Ashanti, död 26 juli 2025 i Accra, var en ghanansk musiker som spelade highlife, en musikstil typisk för Ghana. Han var internationellt etablerad och bodde senare i Köln, Tyskland. Med en debut i början av 1980-talet med hiten "Yeeye Aka Akwantuo Mu" tillsammans med Nana Acheampong, arbetade han sig upp till att vara en av de mest populära musikerna från Ghana.